# Krasnobród

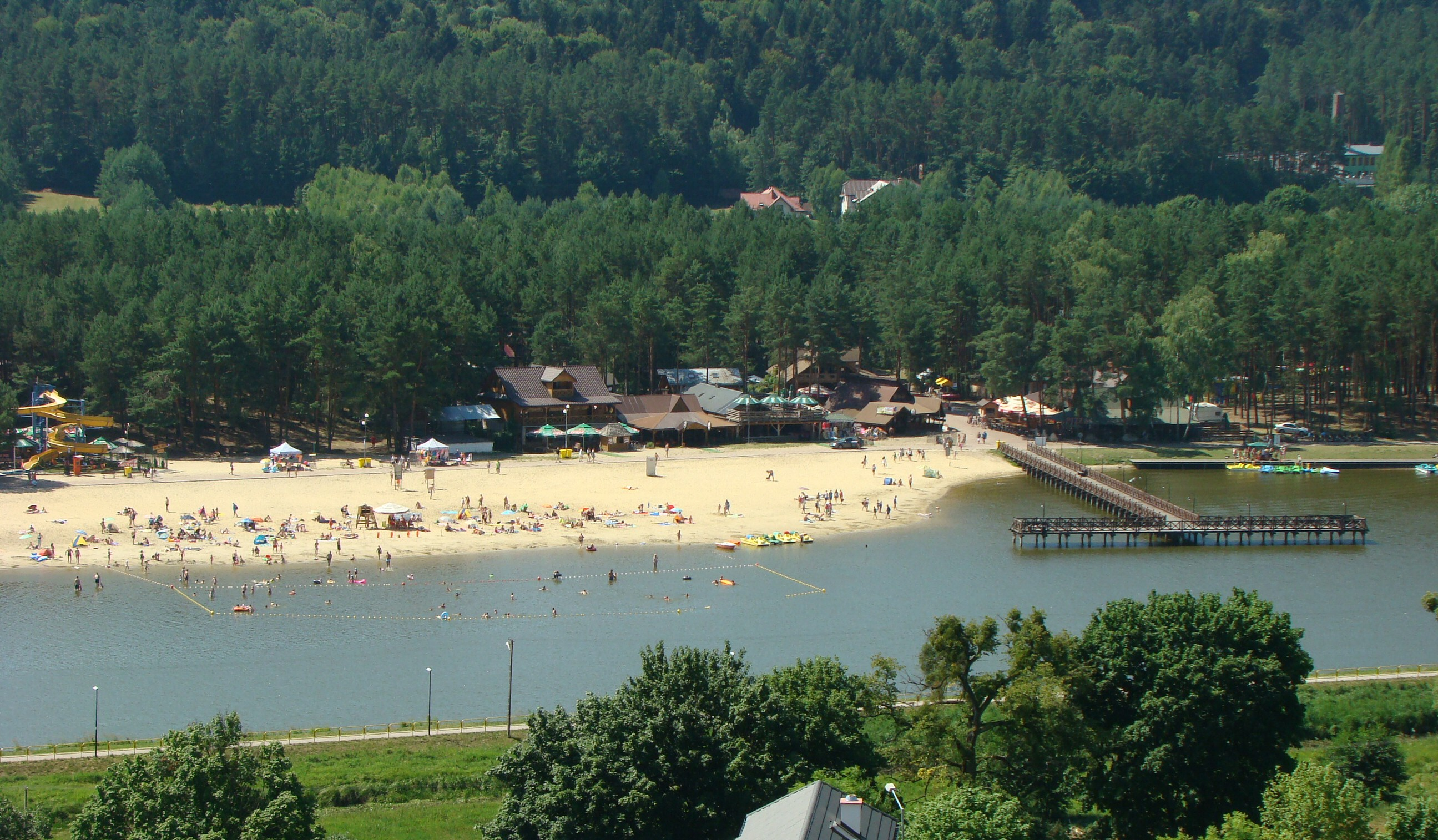
Kurpark

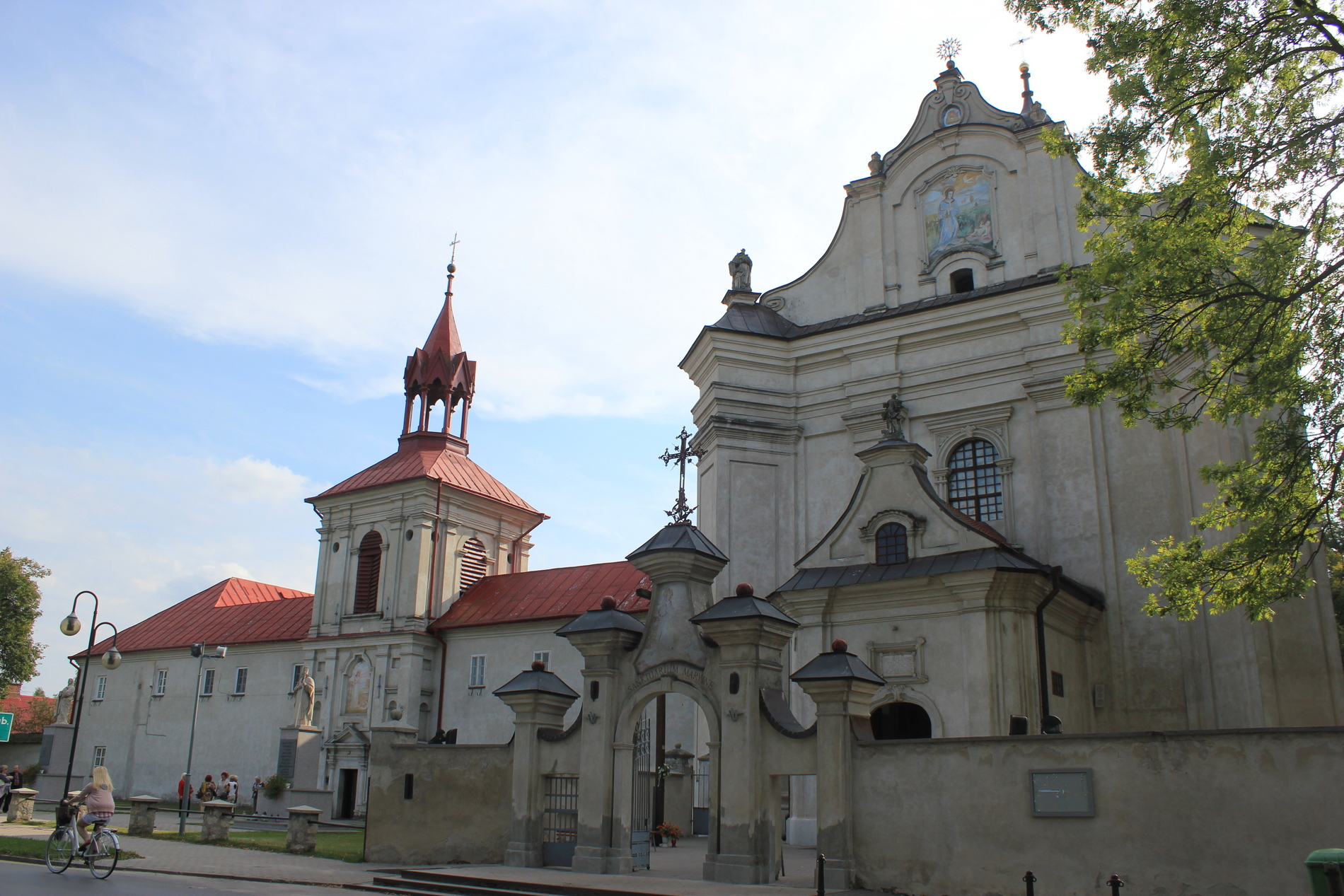
Klosterkirche der Hlg. Maria

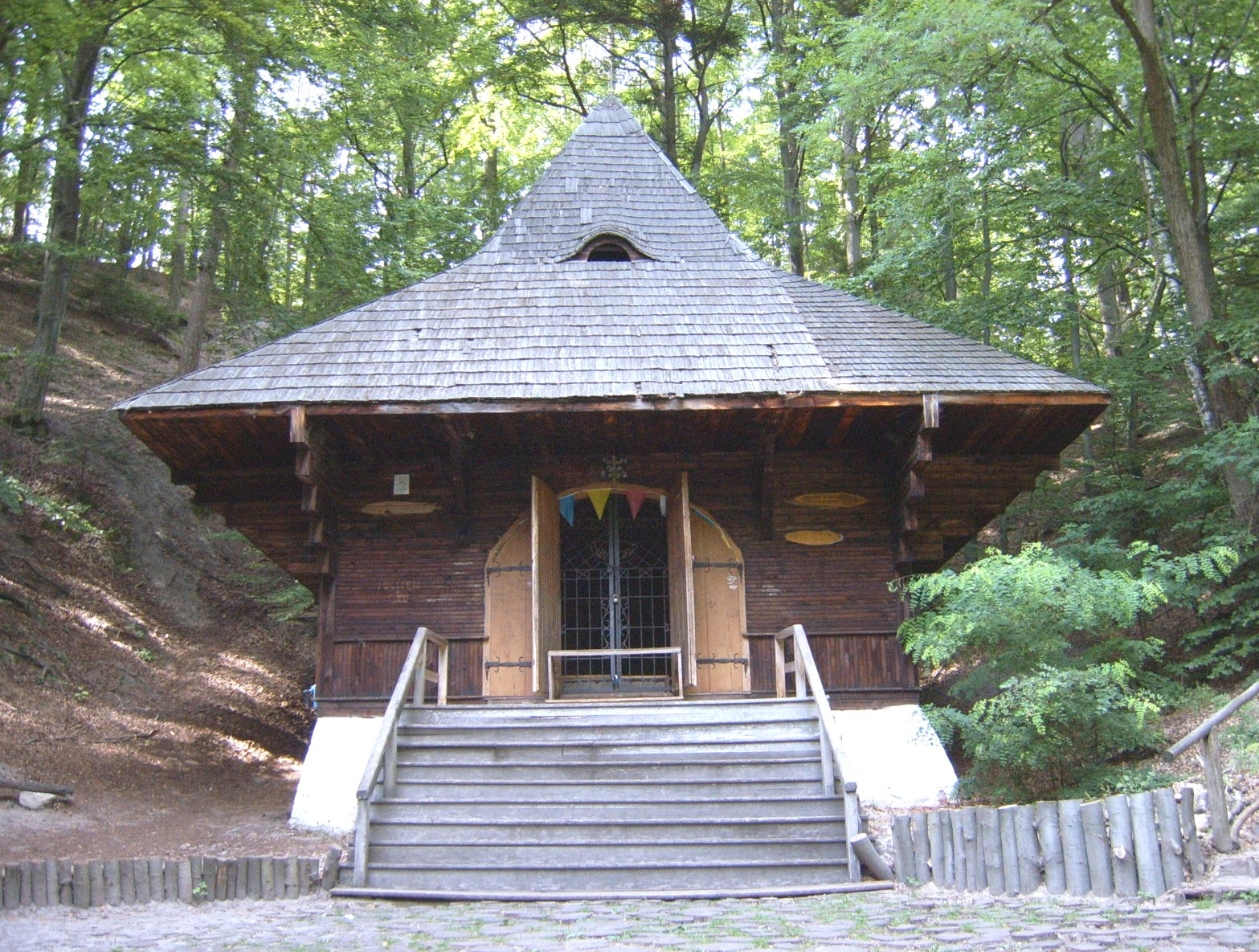
Kapelle des Heiligen Rochus

Krasnobród ist eine Stadt im Powiat Zamojski der Woiwodschaft Lublin in Polen. Sie ist Sitz der gleichnamigen Stadt-und-Land-Gemeinde. Die Stadt ist ein staatlich anerkannter Kurort.

## Geografische Lage
Krasnobród liegt im Südosten der Wojewodschaft Lublin im Bergland Roztocze. Durch die auf dem Gebiet des Landschaftsschutzparks Krasnobród gelegene Stadt fließt die Wieprz. Die Stadt Zamość liegt etwa 20 Kilometer nördlich, Lublin 90 Kilometer nordwestlich, Rzeszów 100 Kilometer südwestlich und Lemberg (Lwiw, Ukraine) 100 Kilometer südöstlich.

## Geschichte
In den 1570er Jahren erhielt der Ort von Sigismund III. Wasa das Stadtrecht mit dem Recht einen wöchentlichen Markt sowie sechs Jahrmärkte jährlich abzuhalten. In der zweiten Hälfte des 16. Jahrhunderts war der Ort ein Zentrum des Calvinismus und es wurden hier 1595, 1638, 1642 sowie 1647 Synoden der Calvinisten abgehalten. 1648 kam es in der Stadt durch die Kosaken unter Bohdan Chmelnyzkyj während des Chmelnyzkyj-Aufstands zu Plünderungen und Brandschatzungen. Ein erneuter Einfall der Tataren in der zweiten Hälfte des 17. Jahrhunderts zerstörte die Stadt erneut. Bei der Ersten Teilung Polens kam der Ort 1772 an Österreich. 1809 wurde die Stadt Teil des Herzogtums Warschau und 1815 Kongresspolens. Nach dem Januaraufstand verlor Krasnobród 1869, wie viele andere in Kongresspolen, sein Stadtrecht.
Während des Ersten Weltkrieges kam es bei dem Ort zu einer Schlacht zwischen russischen und österreichischen Truppen. Die nachfolgende Besetzung durch österreichische Truppen führte zu zahlreichen Zerstörungen. Nach Ende des Krieges wurde die Stadt Teil des wiederentstandenen Polens.
Zu Beginn des Zweiten Weltkrieges wurde der Ort zuerst von den Deutschen besetzt. Kurz darauf, am 23. September 1939, kam es zu einem Gefecht zwischen deutschen und polnischen Truppen, aus dem die Polen siegreich hervorgingen. Das Gefecht war eines der letzten, bei dem zwei Kavallerie-Einheiten aufeinander trafen. Bereits am 24./25. September wurden die Polen aber von der Wehrmacht geschlagen und Krasnobród wurde besetzt. Anschließend wurde das Gebiet an die Sowjetunion übergeben. Deren Truppen zogen sich aber wenige Wochen später wieder gemäß dem Hitler-Stalin-Pakt aus der Stadt zurück und überließen sie den Nationalsozialisten. Es wurde ein Ghetto für die Juden eingerichtet und sie wurden zu Zwangsarbeit verpflichtet. Im Frühjahr 1941 kamen weitere Juden aus dem Ghetto Litzmannstadt (Łódź) und Leslau (Włocławek). Im Juli 1942 wurden zahlreiche Juden ermordet oder in das Vernichtungslager Belzec deportiert. Am 26. Oktober 1942 wurden die meisten der bisher Überlebenden erschossen und die restlichen in das Ghetto Izbica verbracht. Die aus der Wende vom 17. zum 18. Jahrhundert stammende Synagoge wurde während dieser Zeit vollständig zerstört.
1944 marschierte die Rote Armee in die Gegend ein und als Folge des Krieges wurde Krasnobród Teil der Volksrepublik Polen. In den 1950er Jahren entstand ein Sanatorium für Kinder. Zum 1. Januar 1995 wurde Krasnobród wieder zur Stadt.
Der Name der Stadt bildet sich aus zwei Worten; Krasno für schön und bród für Furt.

## Kultur und Sehenswürdigkeiten

### Museen
Das Museum sakraler Kunst befindet sich im Erdgeschoss des Klosters.
Das Museum der Erntedankfestkränze (muzeum wienców dożynkowzch) hat eine Sammlung unterschiedlicher Kränze zum Erntedankfest.

### Bauwerke
Der Klosterkomplex der Dominikaner entstand im 17. Jahrhundert. Zu ihm gehört die barocke Kirche der heiligen Maria, die zwischen 1690 und 1699 errichtet wurde. Stifterin der Kirche war Marie Casimire Louise de la Grange d’Arquien die spätere Frau Johann III. Sobieskis.
- der Leszczyński-Palast
- die Kapelle Am Wasser (Kaplica na Wodzie)
- die Kapelle des Heiligen Rochus

## Gemeinde
Die Stadt-und-Land-Gemeinde Krasnobród hat eine Fläche von 125 km², auf der etwa 7200 Menschen leben.

## Verkehr
Durch die Stadt führen keine Wojewodschafts- oder Landesstraßen. Etwa fünf Kilometer westlich verläuft die Wojewodschaftsstraße 849 (droga wojewódzka 849), sieben Kilometer südlich die Wojewodschaftsstraße 853 und zwölf Kilometer östlich die Landesstraße 17. Mit diesen Straßen ist Krasnobród durch Nebenstraßen verbunden.
Ein Anschluss an das Schienennetz besteht nicht.
Der nächste internationale Flughafen ist der Flughafen Rzeszów-Jasionka etwa 100 Kilometer südwestlich. In gleicher Entfernung, aber in südöstlicher Richtung auf ukrainischem Staatsgebiet befindet sich der Flughafen Lemberg.